# Liste der Mitglieder der Deutschen Akademie der Naturforscher Leopoldina/1772
Die Liste der Mitglieder der Deutschen Akademie der Naturforscher Leopoldina für 1772 enthält alle Personen, die im Jahr 1772 zum Mitglied ernannt wurden. Insgesamt gab es zwölf neu gewählte Mitglieder.

## Mitglieder
| Nr. | Name                           | Beiname                | Geboren       | Aufnahme | Gestorben     | Sektion   | Bild        | Datenbank                      |
| --- | ------------------------------ | ---------------------- | ------------- | -------- | ------------- | --------- | ----------- | ------------------------------ |
| 765 | Jodocus von Ehrhart            | Lysias II.             | 2. Juni 1740  | 14. Mrz. | 24. Juli 1805 | Medizin   |             | Jodocus von Ehrhart            |
| 766 | David Heinrich Gallandat       | Medeus                 |               | 24. Mrz. | 1. Mai 1783   | Chirurgie |             | David Heinrich Gallandat       |
| 767 | Pehr Osbeck                    | Philolaus Crotoniensis | 9. Mai 1723   | 15. Mrz. | 23. Dez. 1805 | Botanik   | Pehr Osbeck | Pehr Osbeck                    |
| 768 | Georg Florenz Heinrich Brüning | Chienus                | 1737          | 12. Jul. | 1824          | Medizin   |             | Georg Florenz Heinrich Brüning |
| 769 | Theodor August Schleger        | Heron                  | 1727          | 15. Aug. | 14. Dez.      | Chirurgie |             | Theodor August Schleger        |
| 770 | Nicolaus Schwebel              | Isokrates              | 19. Aug. 1713 | 29. Sep. | 7. Dez. 1773  |           |             | Nikolaus Schwebel              |
| 771 | Wilhelm Bernhard Trommsdorff   | Aristander II.         | 16. Juni 1738 | 10. Okt. | 6. Mai 1782   | Medizin   |             | Wilhelm Bernhard Trommsdorff   |
| 772 | Johann Emanuel Rothard         | Charixenes II.         |               | 10. Okt. | 5. Juni 1778  | Medizin   |             | Johann Emanuel Rothard         |
| 773 | Heinrich Vinck                 | Heliodorus III.        |               | 20. Okt. |               | Anatomie  |             | Heinrich Vinck                 |
| 774 | Leonhard Patijn                | Archimedes V.          |               | 20. Okt. |               | Medizin   |             | Leonhard Patijn                |
| 775 | Salomon de Monchy              | Alexius II.            |               | 20. Okt. |               | Medizin   |             | Salomon de Monchy              |
| 776 | Johann Gerhard König           | Philippus Acarnan      | 29. Nov. 1728 | 7. Nov.  | 26. Juni 1785 | Medizin   |             | Johann Gerhard König           |

## Hinweis zu den Lebensdaten
In der Liste sind zunächst die Lebensdaten gemäß Archiv der Leopoldina aufgenommen. Diese beziehen sich bei noch nicht erstellten Namensartikeln auf die Angaben gem. Neigebaur (1860), Ule (1889) und dem Abgleich mit Wikidata. Die Lebensdaten im später erstellten Namensartikel können daher noch von den Lebensdaten in der Liste abweichen.